# ياسر خليل
ياسر خلـيل هو صحفي مصري، ولد في 28 سبتمبر 1972 في القاهرة في مصر.